# 픽포켓
《픽포켓》(Loosies)은 2012년 공개된 미국의 로맨틱 코미디 드라마 영화이다. 피터 패치넬리가 각본과 주연을 맡고 제작에도 참여하였다. 영어 제목은 여주인공 이름 루시와 발음이 같으며 주인공 남녀를 이어주는 계기인 낱개 판매 담배를 가리킨다.

## 줄거리
뉴욕에서 소매치기 일을 하는 보비 앞에 어느 날 3개월 전 하룻밤 상대였던 루시가 아이를 임신한 채 나타난다.

## 출연

### 주연
- 피터 패치넬리 - 보비 커렐리 역
- 제이미 알렉산더 - 루시 애트우드 역
- 마이클 매드슨 - 닉 설리번 경위 역

### 조연
- 빈센트 갤로 - "잭스" 역
- 윌리엄 포사이스 - 톰 에드워즈 경감 역
- 크리스티 칼슨 로마노 - 카먼 역
- 메리앤 리온 - 리타 커렐리 역
- 조 판톨리아노 - 칼 역
- 글렌 시아노 - 고머 역
- 조니 시코 - 애덤, 대마중독자 역